# Premio Castilla y León de las Ciencias Sociales y Humanidades
El Premio Castilla y León de Ciencias Sociales y Humanidades fue creado mediante el Decreto 54/1984, de 5 de julio, de la Junta de Castilla y León, con el objetivo de galardonar la labor de aquellas personas, equipos e instituciones que hayan contribuido a la exaltación de los valores de la Comunidad de Castilla y León, o que realizada por castellanoleoneses, dentro o fuera del ámbito territorial de la Comunidad, supusiera una aportación destacada al saber universal, que han destacado en el mundo de las Humanidades y las Ciencias Sociales.
El premio se otorga anualmente las vísperas del 23 de abril, fiesta de la Comunidad Autónoma.
Inicialmente se denominó Premio de las Ciencias Sociales y de la Comunicación.

## Lista de galardonados
Desde la creación del premio, han sido galardonados:
| Año  | Premiado                               |
| ---- | -------------------------------------- |
| 1984 | Antonio Tovar Llorente                 |
| 1985 | Enrique Tierno Galván                  |
| 1986 | Elías Díaz García                      |
| 1987 | Julio González González                |
| 1988 | Editorial Ámbito                       |
| 1989 | Luis Sánchez Granjel                   |
| 1990 | Federico Sopeña Ibáñez                 |
| 1991 | Felipe Ruiz Martín                     |
| 1992 | Santiago de los Mozos Mocha            |
| 1993 | Enrique Fuentes Quintana               |
| 1994 | Antonio García García                  |
| 1995 | Demetrio Ramos Pérez                   |
| 1996 | Marjorie Grice-Hutchinson              |
| 1997 | Emiliano Aguirre y equipo de Atapuerca |
| 1998 | Joaquín Díaz González                  |
| 1999 | Marcelo González Martín                |
| 2000 | Juan Iglesias Santos                   |
| 2001 | Julio Valdeón Baruque                  |
| 2002 | Víctor García de la Concha             |
| 2003 | Germán Sánchez Ruipérez                |
| 2004 | Olegario González de Cardedal          |
| 2005 | Gonzalo Martínez Diez[3]               |
| 2006 | Manuel Fernández Álvarez[4]            |
| 2007 | Valentín García Yebra[5]               |
| 2008 | José Antonio Pascual Rodríguez[6]      |
| 2009 | Fundación Duques de Soria[7]           |
| 2010 | Justino Duque Domínguez[8]             |
| 2011 | Emilio Rodríguez Almeida[9]            |
| 2012 | Julio Borrego Nieto[10]                |
| 2013 | Tomás Ramón Fernández Rodríguez[11]    |
| 2014 | Salvador Gutiérrez Ordóñez[12]         |
| 2015 | Luis Díaz Viana[13]                    |
| 2016 | José Manuel Ruiz Asencio[14]           |
| 2017 | Araceli Mangas Martín[15]              |
| 2018 | Álex Grijelmo[16]                      |
| 2019 | Fernando Manero Miguel[17]             |
| 2020 | Teófanes Egido López                   |
| 2021 | Miguel Ángel Verdugo Alonso[18]        |